# Fats Domino
Antoine Domino Jr. (Nueva Orleans, Luisiana; 26 de febrero de 1928 - Harvey, Luisiana; 24 de octubre de 2017), más conocido como Fats Domino, fue un cantante, compositor y pianista clásico del R&B y rock and roll afroamericano de Estados Unidos. Ampliamente considerado como el padre original del Rock and roll.
Durante los años 1950 y comienzo de los años 1960, fue el cantante negro que más discos vendió. Fue también un pianista individualista con influencias del estilo boogie-woogie. Su éxito sirvió de impulso para los artistas de Nueva Orleans, llegando a influir en lugares tan insospechados como Jamaica (el ska jamaicano posee influencias de su música). Su personalidad afable y su rico acento se sumaban a su encanto natural.
Con el boogie-woogie de su piano y su característica voz de ritmo suave, Fats Domino dio un giro importante al estilo de Nueva Orleans, que llegó a ser conocido como rock and roll, y llegó a vender más discos (65 millones) que cualquier cantante de rock de los años 1950, con la excepción de Elvis Presley.
A menudo encontró inspiración para sus letras en las experiencias de la gente. «Algo que le pasó a alguien, así es como escribo mis canciones», declaró. «Solía escuchar a la gente hablar todos los días, las cosas suceden en la vida real. Solía ir a diferentes lugares, escuchaba a la gente hablar. A veces no esperaba oír nada, y mi mente estaba en mi música». Ningún otro artista veterano del R&B de su época se aproximaría a su gran impacto en el rock'n'roll, como lo demuestra la amplia variedad de artistas que versionan sus canciones: desde Bobby Darin, Ella Fitzgerald, Ricky Nelson, Ike Turner y Tina Turner, hasta John Lennon, Paul McCartney, Sheryl Crow, T. Rex, Los Lobos y Cheap Trick.

## Biografía

### Comienzos
Domino nació en el seno de una familia numerosa con varios miembros músicos. Su padre era violinista y su tío Harry actuó como trompetista de jazz en las orquestas de Oscar Celestin y Kid Ory. A la edad de seis años aprendió a tocar el piano, y más tarde, empezaría a actuar en público, acompañado de Billy Diamond, un bajista que le bautizaría con el apodo que lo acompañaría toda la vida: Fats (Grasas).
En estos primeros años alternaba la música con diferentes trabajos. Fue vendedor de helados y más tarde trabajó en una fábrica de somieres. En esta empresa sufrió un importante accidente laboral al caérsele encima una pila de somieres. Como resultado se le lastimaron las manos hasta tal punto que los médicos le comunicaron que no podría volver a tocar más el piano. Domino no se resignó a ello y, tras una larga lucha para su rehabilitación, consiguió regresar nuevamente a los escenarios.

### Carrera
Fue descubierto en 1948 en el Hideway Club por Lew Chudd de Imperial Records cuando cobraba tres dólares por semana. Su verdadera carrera comenzó en 1949 con el tema «The Fat Man», que compuso junto con Dave Bartholomew, a quien conoció en la Imperial, y que es considerado por los investigadores como la primera grabación de un rock and roll. La grabación, basada en el tema «Junker's Blues» de Champion Jack Dupree, fue un enorme éxito, vendiendo alrededor de un millón de copias y llegando al segundo puesto en la lista de Billboard R&B Charts.
Después de esta afortunada grabación, Domino lanzó una serie de nuevos éxitos con el productor y el coescritor Dave Bartholomew, el saxofonista Alvin "Red" Tyler y el batería Earl Palmer. Otros músicos notables y de muchos años en la banda de Domino eran saxofonistas: Reggie Houston, Lee Allen y Fred Kemp quién era también el líder de la mencionada banda. Domino finalmente atravesó la corriente principal del pop con «Ain't That a Shame» (1955) que fue un éxito en los Top Ten, aunque Pat Boone llegaría al número 1 con una versión de esta canción.
Su primer álbum, Carry on Rockin', lo lanzó en noviembre de 1956 bajo el sello de Imperial, para ser posteriormente reeditado como Rock and Rollin' with Fats Domino al año siguiente. Domino lanzó una serie sin precedente de 35 sencillos que entrarían en los Top 40, incluyendo «Whole Lotta Loving», «Blue Monday» y una versión funky de la vieja balada «Blueberry Hill».
Después de que se trasladara a la ABC-Paramount en 1963, la brillante carrera de grabaciones tocó fondo aunque Domino siguió actuando en conciertos en vivo. No obstante permaneció activo durante décadas, Domino solo conseguiría un nuevo éxito en 1968, una versión de «Lady Madonna» de los Beatles, escrita originalmente por John Lennon y Paul McCartney emulando el estilo de Domino.
En los años 1980, Domino decidía no abandonar más Nueva Orleans. Tenía una cómoda renta de sus derechos de autor, además de su aversión a viajar, sumado a la idea que tenía de que en ninguna parte del mundo había comida como la de su tierra. Como artista afamado, su inclusión en el Rock and Roll Hall of Fame y una invitación a la Casa Blanca no podría ser una excepción. Domino vivía en una mansión rodeado de una vecindad de clase obrera en Lower 9th Ward, donde se le podía ver con su Cadillac de color rosa brillante. Realizaba apariciones anuales en el New Orleans Jazz & Heritage Festival y otros acontecimientos locales, demostrando en todo momento que su talento no había disminuido. En 1987, Fats Domino recibió el Lifetime Achievement Award en la 29 edición de los Premios Grammy. Es citado como una de los más importantes enlaces entre la música rhythm & blues y el rock and roll. Su carrera discográfica es envidiable: Lleva vendidos cerca de 70 millones de discos con más de 90 sencillos y más de 25 elepés grabados, habiendo obtenido 21 discos de oro.

## Negocios
Su carrera fue producida y dirigida desde los años 1980 por el productor de música y medios audiovisuales Roberto G. Vernon. Desde entonces, las ganancias de Domino se incrementaron en un 500 %.
Desde 1995, Vernon y Domino fueron socios (con otras muchas compañías, como por ejemplo la Dick Clark Productions) en la Bobkat Music Trust. Bobkat Music es un grupo de espectáculos que dirige las carreras de distintos artistas además de Fats Domino, póstumamente Elvis Presley, Paul Shaffer, Jerry Lee Lewis o Randy Pringle entre otros. Bobkat Music es el distribuidor oficial de los derechos de grabación de "Fats Domino and Friends".

## Anécdotas
El nombre artístico del cantante Chubby Checker es un juego de palabras con la forma de vestir, el apellido y el físico de Fats Domino (chubby significa rechoncho y checker juego de damas). Otro juego de palabras es el nombre del conjunto alemán de música góspel Fetz Domino, en el que se mezcla el alemán y el Latín.

## Discografía
| Año                                                | Sencillo                                                    | Posición | Posición | Posición | Posición |
| Año                                                | Sencillo                                                    | US       | US R&B   | UK       |          |
| -------------------------------------------------- | ----------------------------------------------------------- | -------- | -------- | -------- | -------- |
| 1949                                               | "The Fat Man"                                               | —        | 2        | —        |          |
| 1950                                               | "Boogie-Woogie Baby"                                        | —        | —        | —        |          |
| 1950                                               | "Hide Away Blues"                                           | —        | —        | —        |          |
| 1950                                               | "Hey La Bas Boogie"                                         | —        | —        | —        |          |
| 1950                                               | "Every Night About This Time"                               | —        | 5        | —        |          |
| 1951                                               | "Tired Of Crying"                                           | —        | —        | —        |          |
| 1951                                               | "Don't You Lie To Me"                                       | —        | —        | —        |          |
| 1951                                               | "Right From Wrong"                                          | —        | —        | —        |          |
| 1951                                               | "Rockin' Chair"                                             | —        | 9        | —        |          |
| 1952                                               | "I'll Be Gone"                                              | —        | —        | —        |          |
| 1952                                               | "Goin' Home"                                                | 30       | 1        | —        |          |
| 1952                                               | "Poor Poor Me"                                              | —        | 10       | —        |          |
| 1952                                               | "How Long"                                                  | —        | 9        | —        |          |
| 1953                                               | "Nobody Loves Me"                                           | —        | —        | —        |          |
| 1953                                               | "Going To The River"                                        | 24       | 2        | —        |          |
| 1953                                               | "Please Don't Leave Me"                                     | —        | 3        | —        |          |
| 1953                                               | "Rose Mary"                                                 | —        | 10       | —        |          |
| 1953                                               | "Something's Wrong"                                         | —        | 6        | —        |          |
| 1954                                               | "You Done Me Wrong"                                         | —        | 10       | —        |          |
| 1954                                               | "Where Did You Stay"                                        | —        | —        | —        |          |
| 1954                                               | "You Can Pack Your Suitcase"                                | —        | —        | —        |          |
| 1954                                               | "Love Me"                                                   | —        | —        | —        |          |
| 1954                                               | "Thinking of You"                                           | —        | 14       | —        |          |
| 1955                                               | "Don't You Know"                                            | —        | 7        | —        |          |
| 1955                                               | "Ain't That A Shame"                                        | 10       | 1        | 23       |          |
| 1955                                               | "All By Myself"                                             | —        | 1        | —        |          |
| 1955                                               | "Poor Me"                                                   | —        | 1        | —        |          |
| 1955                                               | "I Can't Go On"                                             | —        | 6        | —        |          |
| 1956                                               | "Bo Weevil"                                                 | 35       | 5        | —        |          |
| 1956                                               | "Don't Blame It On Me"                                      | —        | 9        | —        |          |
| 1956                                               | "I'm In Love Again"                                         | 3        | 1        | 12       |          |
| 1956                                               | "My Blue Heaven"                                            | 19       | 5        | —        |          |
| 1956                                               | "When My Dreamboat Comes Home"                              | 14       | 2        | —        |          |
| 1956                                               | "So Long"                                                   | 44       | 5        | —        |          |
| 1956                                               | "Blueberry Hill"                                            | 2        | 1        | 6        |          |
| 1956                                               | "Honey Chile"                                               | —        | 2        | 29       |          |
| 1956                                               | "Blue Monday"                                               | 5        | 1        | 23       |          |
| 1956                                               | "What's the Reason I'm Not Pleasing You"                    | 50       | 12       | —        |          |
| 1957                                               | "I'm Walkin'"                                               | 4        | 1        | 19       |          |
| 1957                                               | "The Rooster Song"                                          | —        | 13       | —        |          |
| 1957                                               | "Valley of Tears"                                           | 8        | 2        | 26       |          |
| 1957                                               | "It's You I Love"                                           | 6        | 2        | —        |          |
| 1957                                               | "When I See You"                                            | 29       | 14       | —        |          |
| 1957                                               | "What Will I Tell My Heart"                                 | 64       | 12       | —        |          |
| 1957                                               | "Wait And See"                                              | 23       | 7        | —        |          |
| 1957                                               | "I Still Love You"                                          | 79       | —        | —        |          |
| 1957                                               | "The Big Beat"                                              | 26       | 15       | 20       |          |
| 1957                                               | "I Want You To Know"                                        | 32       | —        | —        |          |
| 1958                                               | "Yes My Darling"                                            | 55       | 10       | —        |          |
| 1958                                               | "Sick And Tired"                                            | 22       | 14       | 26       |          |
| 1958                                               | "No, No"                                                    | 55       | 14       | —        |          |
| 1958                                               | "Little Mary"                                               | 48       | 4        | —        |          |
| 1958                                               | "Young School Girl"                                         | 92       | 15       | —        |          |
| 1958                                               | "Whole Lotta Loving"                                        | 6        | 2        | —        |          |
| 1958                                               | "Coquette"                                                  | 92       | 26       | —        |          |
| 1959                                               | "Telling Lies"                                              | 50       | 13       | —        |          |
| 1959                                               | "When The Saints Go Marching In"                            | 50       | —        | —        |          |
| 1959                                               | "I'm Ready"                                                 | 16       | 7        | —        |          |
| 1959                                               | "Margie"                                                    | 51       | —        | 18       |          |
| 1959                                               | "I Want To Walk You Home"                                   | 8        | 1        | 14       |          |
| 1959                                               | "I'm Gonna Be a Wheel Someday"                              | 17       | 22       | —        |          |
| 1959                                               | "Be My Guest"                                               | 8        | 2        | 11       |          |
| 1959                                               | "I've Been Around"                                          | 33       | 19       | —        |          |
| 1960                                               | "Country Boy"                                               | 25       | —        | 19       |          |
| 1960                                               | "If You Need Me"                                            | —        | —        | 98       |          |
| 1960                                               | "Tell Me That You Love Me"                                  | 51       | —        | —        |          |
| 1960                                               | "Before I Grow Too Old"                                     | 84       | —        | 17       |          |
| 1960                                               | "Walking To New Orleans"                                    | 6        | 2        | 19       |          |
| 1960                                               | "Don't Come Knockin'"                                       | 21       | 28       | —        |          |
| 1960                                               | "Three Nights a Week"                                       | 15       | 8        | 45       |          |
| 1960                                               | "Put Your Arms Around Me Honey"                             | 58       | —        | —        |          |
| 1960                                               | "My Girl Josephine"                                         | 14       | 7        | 32       |          |
| 1960                                               | "Natural Born Lover"                                        | 38       | 28       | —        |          |
| 1961                                               | "Ain't That Just Like a Woman"                              | 33       | 19       | —        |          |
| 1961                                               | "What A Price"                                              | 22       | 7        | —        |          |
| 1961                                               | "Shu Rah"                                                   | 32       | —        | —        |          |
| 1961                                               | "Fell in Love On Monday"                                    | 32       | —        | —        |          |
| 1961                                               | "It Keeps Rainin'"                                          | 23       | 18       | 49       |          |
| 1961                                               | "Let The Four Winds Blow"                                   | 15       | 2        | —        |          |
| 1961                                               | "What A Party"                                              | 22       | —        | 43       |          |
| 1961                                               | "Rockin' Bicycle"                                           | 83       | —        | —        |          |
| 1961                                               | "I Hear You Knocking"                                       | 67       | —        | —        |          |
| 1961                                               | "Jambalaya (On the Bayou)"                                  | 30       | —        | 41       |          |
| 1962                                               | "You Win Again"                                             | 22       | —        | —        |          |
| 1962                                               | "Ida Jane"                                                  | 90       | —        | —        |          |
| 1962                                               | "My Real Name"                                              | 59       | 22       | —        |          |
| 1962                                               | "Dance with Mr. Domino"                                     | 98       | —        | —        |          |
| 1962                                               | "Nothing New (Same Old Thing)"                              | 77       | —        | —        |          |
| 1962                                               | "Did You Ever See A Dream Walking"                          | 79       | —        | —        |          |
| 1962                                               | "Stop the Clock"                                            | 103      | —        | —        |          |
| 1962                                               | "Won't You Come On Back"                                    | —        | —        | —        |          |
| 1963                                               | "Hum Diddy Doo"                                             | 124      | —        | —        |          |
| 1963                                               | "You Always Hurt The One You Love"                          | 102      | —        | —        |          |
| 1963                                               | "True Confession"                                           | —        | —        | —        |          |
| 1963                                               | "One Night"                                                 | —        | —        | —        |          |
| 1963                                               | "There Goes (My Heart Again)"                               | 59       | —        | —        |          |
| 1963                                               | "Can't Go On Without You"                                   | 123      | —        | —        |          |
| 1963                                               | "When I'm Walking (Let Me Walk)"                            | 114      | —        | —        |          |
| 1963                                               | "I've Got a Right to Cry"                                   | 128      | —        | —        |          |
| 1963                                               | "Red Sails In The Sunset"                                   | 35       | 24       | 34       |          |
| 1963                                               | "I Can't Give You Anything But Love"                        | 114      | —        | —        |          |
| 1963                                               | "Who Cares"                                                 | 63       | 27       | —        |          |
| 1963                                               | "Just A Lonely Man"                                         | 108      | —        | —        |          |
| 1964                                               | "Your Cheatin' Heart"                                       | 112      | —        | —        |          |
| 1964                                               | "Lazy Lady"                                                 | 86       | 34       | —        |          |
| 1964                                               | "I Don't Want To Set The World On Fire"                     | 122      | —        | —        |          |
| 1964                                               | "If You Don't Know What Love Is"                            | —        | —        | —        |          |
| 1964                                               | "Mary, Oh Mary"                                             | 127      | —        | —        |          |
| 1964                                               | "Sally Was A Good Old Girl"                                 | 99       | —        | —        |          |
| 1964                                               | "Heartbreak Hill"                                           | 99       | —        | —        |          |
| 1965                                               | "Why Don't You Do Right"                                    | —        | —        | —        |          |
| 1965                                               | "Let Me Call You Sweetheart"                                | —        | —        | —        |          |
| 1965                                               | "I Done Got Over It"                                        | —        | —        | —        |          |
| 1965                                               | "What's That You Got?"                                      | —        | —        | —        |          |
| 1968                                               | "One For The Highway"                                       | —        | —        | —        |          |
| 1968                                               | "Lady Madonna"                                              | 100      | —        | —        |          |
| 1968                                               | "Lovely Rita"                                               | —        | —        | —        |          |
| 1969                                               | "Everybody's Got Something To Hide Except Me And My Monkey" | —        | —        | —        |          |
| 1970                                               | "Make Me Belong To You"                                     | —        | —        | —        |          |
| 1970                                               | "New Orleans Ain't The Same"                                | —        | —        | —        |          |
| 1978                                               | "Sleeping on the Job"                                       | —        | —        | —        |          |
| 1980                                               | "Whiskey Heaven"                                            | —        | —        | —        |          |
| "—" significa que no entró en las listas de éxitos |                                                             |          |          |          |          |